# Várnai-tó
A Várnai-tó (bolgárul: Варненско езеро) Bulgária legnagyobb víztömegű és legmélyebb tengerparti tava (limánja). A Fekete-tenger nyugati partvidékén, Várnától délnyugatra húzódik nyugat–keleti irányban. Területe 18 km², legnagyobb mélysége 19 m.